# Dragan Šolak
Dragan Šolak (serbisch-kyrillisch Драган Шолак; * 30. März 1980 in Vrbas) ist ein türkischer Schachspieler.
Die türkische Einzelmeisterschaft konnte er zweimal gewinnen: 2012 und 2013. Er spielte bei sieben Schacholympiaden: 2000 und 2004 für Jugoslawien, 2008 für Serbien, von 2012 bis 2018 für die Türkei. Außerdem nahm er zweimal (2013 und 2017) an der Mannschaftsweltmeisterschaft und siebenmal an der Europäischen Mannschaftsmeisterschaft (1999, 2005, 2009 bis 2017) teil.
Beim Schach-Weltpokal 2015 scheiterte er in der ersten Runde an Anton Korobow.
| Hier fehlt eine Grafik, die leider im Moment aus technischen Gründen nicht angezeigt werden kann. Wir arbeiten daran! |